# Rock the Night
Rock the Night is een single van de Zweedse rockband Europe. Het nummer werd geschreven door zanger Joey Tempest.
De single werd tweemaal uitgebracht. In 1985 als soundtrack voor de Zweedse film On the Loose en in 1986 internationaal van het album The Final Countdown. Bij beide uitgaves stond op de B-kant een heropname van het nummer Seven Doors Hotel.
De eerste uitgave van de single leverde een notering op in de Zweedse hitlijst (vierde positie), maar de internationale uitgave van een jaar later behaalde in vele landen de top 10. In onder andere de Nederlandse Top 40, Nationale Hitparade en Italië behaalde het nummer een top 10-notering, terwijl in de UK Singles Chart en de Billboard Hot 100 de single respectievelijk de 12e en 30e positie bereikte. Rock the Night was op vrijdag 21 november 1986 de enige Veronica Alarmschijf op Radio 3 van Europe.
De muziekclip werd opgenomen in het Hard Rock Cafe in Stockholm, Zweden en werd geregisseerd door Nick Morris.
Het nummer Rock the Night komt voor in de film Hot Rod en in de Europese versie van het spel Guitar Hero: On Tour voor de Nintendo DS.

## Hitnotering
| Rock the Night in de Nederlandse Top 40 - binnen 29 november 1986 | Rock the Night in de Nederlandse Top 40 - binnen 29 november 1986 | Rock the Night in de Nederlandse Top 40 - binnen 29 november 1986 | Rock the Night in de Nederlandse Top 40 - binnen 29 november 1986 | Rock the Night in de Nederlandse Top 40 - binnen 29 november 1986 | Rock the Night in de Nederlandse Top 40 - binnen 29 november 1986 | Rock the Night in de Nederlandse Top 40 - binnen 29 november 1986 | Rock the Night in de Nederlandse Top 40 - binnen 29 november 1986 | Rock the Night in de Nederlandse Top 40 - binnen 29 november 1986 | Rock the Night in de Nederlandse Top 40 - binnen 29 november 1986 |
| Week                                                              | 01                                                                | 02                                                                | 03                                                                | 04                                                                | 05                                                                | 06                                                                | 07                                                                | 08                                                                | 09                                                                |
| ----------------------------------------------------------------- | ----------------------------------------------------------------- | ----------------------------------------------------------------- | ----------------------------------------------------------------- | ----------------------------------------------------------------- | ----------------------------------------------------------------- | ----------------------------------------------------------------- | ----------------------------------------------------------------- | ----------------------------------------------------------------- | ----------------------------------------------------------------- |
| Nummer                                                            | 33                                                                | 18                                                                | 12                                                                | 6                                                                 | 6                                                                 | 7                                                                 | 15                                                                | 23                                                                | Uit                                                               |